# Pachylus paessleri
Pachylus paessleri is een hooiwagen uit de familie Gonyleptidae.